# 1997年3月24日月食
| 月偏食 1997年3月24日             | 月偏食 1997年3月24日 |
| -------------------------------- | -------------------- |
| 4:45 UT的月偏食                  |                      |
| 月球從右到左穿過地球影子的北部。 |                      |
| 序列（和序號）                   | 132 (29/71)          |
| 持續時間（hr:mn:sc）             |                      |
| 月偏食                           | 3:23:03              |
| 半影月食                         | 5:53:54              |
| Contacts                         |                      |
| P1                               | 1:42:26 UTC          |
| U1                               | 2:57:55 UTC          |
| 食甚                             | 4:39:26 UTC          |
| U4                               | 6:20:58 UTC          |
| P4                               | 7:36:21 UTC          |

1997年3月24日月食为一次在协调世界时1997年3月24日出現的月偏食。該次月食半影食分為2.025、全影食分為0.924。偏食維持了102分。

## 概述
這次月食的食分是12.23，偏食維持了102分。

## 可見地區
在北、南美洲可見全部過程，西歐和非洲可見月沒帶食。
|                                                        |
| 這張模擬圖顯示在食甚時從月球表面中心點所能看見的地球。 |

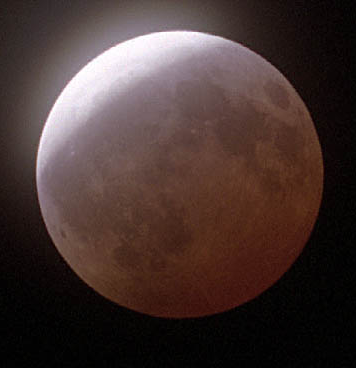
5:00 UT的月偏食

## 基本參數
- 類型：月偏食
- 食甚資料：
  - 日期：1997年3月24日
  - 時間：4:39
  - 月球位置：赤經12.23度、赤緯-1.0度
  - 食分：半影食分：2.025、全影食分：0.924
  - 持續時間：偏食102分

## 外部連結
- NASA月食專頁（页面存档备份，存于）（英文）